# Срібнянська селищна територіальна громада
Срібнянська селищна об'єднана територіальна громада — об'єднана територіальна громада в Україні, у Прилуцькому районі Чернігівської області. Адміністративний центр — селище Срібне.
Площа громади — 546,3 км², населення — 10 665 мешканців (2018).
Утворена 4 травня 2017 року шляхом об'єднання Дігтярівської, Срібнянської селищних рад, Горобіївської, Гриціївської, Гурбинської, Калюжинської, Карпилівської, Олексинської, Подільської, Савинської, Сокиринської та Харитонівської сільських рад Срібнянського району.
Відповідно до розпорядження Кабінету Міністрів України № 730-р від 12 червня 2020 року «Про визначення адміністративних центрів та затвердження територій територіальних громад Чернігівської області», до складу громади були включені території Васьковецької сільської ради 
Срібнянського району .
Відповідно до постанови Верховної Ради України від 17 червня 2020 року «Про утворення та ліквідацію районів», громада увійшла до новоствореного Прилуцького району.

## Населені пункти
До складу громади входять 2 селища (Дігтярі, Срібне) і 27 сіл: Антішки, Артеменків, Васьківці, Васюків, Галка, Гнатівка, Горобіївка, Гриціївка, Гурбинці, Дейманівка, Іванківці, Калюжинці, Карпилівка, Кути, Лебединці, Лозове, Никонівка, Олексинці, Побочіївка, Поділ, Поетин, Савинці, Сокиринці, Точене, Тростянець, Харитонівка та Хукалівка.

## Старостинські округи[4]
- Дігтярівський
- Васьківський
- Горобіївський
- Гриціївський
- Гурбинський
- Калюжинський
- Карпилівський
- Олексинський
- Подільський
- Савинський
- Сокиринський
- Харитонівський[5]
- села Артеменків та Никонівка не входять до складу жодного зі старостинських округів, підпорядковані безпосередньо Срібнянській селищній раді